# Werner Wöhlken
Werner Wöhlken (Brecht, 3 juni 1959 - Wilrijk, 17 mei 2021) was een Belgisch korfbalcoach.

## Levensloop
Wöhlken was actief als coach bij Catbavrienden. In deze hoedanigheid werd hij met deze club vijfmaal landskampioen in zowel de zaal- (1991, 1992, 1993, 1996 en 1997) als veldcompetitie (1992, 1993, 1995, 1996 en 1997) en won hij eveneens vijfmaal de Beker van België (1992, 1994, 1996, 1997 en 1998). Tevens won de club onder zijn leiding driemaal de Europacup (1992, 1997 en 1998). In 1996 werd Wöhlken uitgeroepen tot 'Antwerps sportfiguur van het jaar' en in 1997 tot 'coach van het jaar'. 
Hierop volgend was hij actief als coach bij Boeckenberg, Riviera en Putse. Vervolgens was hij drie jaar inactief als coach, waarna hij in 2011 aan de slag ging bij Minerva. In 2013 werd hij aangesteld als coach bij het Nederlandse Togo uit Goes, maar deze samenwerking werd al snel opnieuw opgezegd. Hij werd er als trainer opgevolgd door Jan Voshart.